# دراگان دسپوت
دراگان دسپوت (کرواتی: Dragan Despot؛ زادهٔ ۱۴ ژوئیهٔ ۱۹۵۶) بازیگر اهل کرواسی است. از فیلم‌هایی که وی در آن نقش داشته‌است، می‌توان به بازگشت اشاره کرد.